# Acmocera inermis
Acmocera inermis là một loài bọ cánh cứng trong họ Cerambycidae.